# Hysterostegiella fenestrata
Hysterostegiella fenestrata är en svampart som först beskrevs av Roberge ex Desm., och fick sitt nu gällande namn av Franz Xaver von Höhnel 1917. Hysterostegiella fenestrata ingår i släktet Hysterostegiella, ordningen disksvampar, klassen Leotiomycetes, divisionen sporsäcksvampar och riket svampar.   Inga underarter finns listade i Catalogue of Life.